# Яшин, Михаил Евгеньевич
Михаил Евгеньевич Яшин – российский общественный и политический деятель (с 1986 года); председатель правления региональной общественной организации «Общество инвалидов войны в Афганистане – Московский Дом Солдатского Сердца» (с 2015 года), автор идеи и руководитель коллектива, воплощающего социальный проект «Дом солдатского сердца» (с 2017 года).
Дата рождения: 17 марта 1966 года. Место рождения: РФ, город Красноярск, РСФСР, СССР.

### Биография
Родился и вырос в семье рабочих. Национальность: русский. Родной язык: русский.
Отношение к военной службе: срочная служба в рядах ОКСВА ВС СССР (1984-1985 годы). Ветеран боевых действий, инвалид II группы, инвалид-ампутант.
Образование: высшее. Женат.
Трудовой путь: от учителя средней образовательной школы № 50 города Красноярска до депутата Государственной Думы Федерального Собрания Российской Федерации VI созыва .

### Срочная служба в ВС СССР
В рамках допризывной подготовки прошёл курс подготовки к службе в ВДВ, в том числе выполнил 3 прыжка с парашютом. В апреле 1984 года призван Ленинским РВК г. Красноярска на срочную службу, отобран в команду № 280Б для службы в ВДВ на территории Афганистана. По окончании трехмесячной подготовки в 387 отдельном учебном парашютно-десантном полку (в/ч № 27788 "Ч1", г. Фергана) служил в ОКСВА в составе III батальона 350-го гвардейского парашютно-десантного Краснознаменного ордена Суворова полка 103 гвардейской воздушно-десантной Ордена Ленина Краснознаменная Ордена Кутузова II степени дивизии имени 60-летия СССР ВДВ в должности командира звена гранатометчиков АГС-17 «Пламя». Более года принимал участие в боевых действиях: участник целого ряда локальных военных операций. Неоднократно ранен. По получении тяжелой минно-взрывной травмы обеих ног и последующей высокой ампутации на уровне голени левой ноги в декабре 1985 года комиссован из рядов ВС СССР инвалидом II группы.

### Образование.
Выпускник средней образовательной школы № 50 г. Красноярска (1983).
Выпускник Красноярского государственного педагогического университета (2000), квалификация: учитель истории, методист краеведческой работы по специальности «история».
Выпускник Российской академии государственной службы и народного хозяйства при Президенте РФ (2005), квалификация: менеджер по специальности «Государственное и муниципальное управление».